# Gianluca Vialli
Gianluca Vialli (Cremona, 9 juli 1964 – Londen, 6 januari 2023) was een Italiaans profvoetballer en voetbaltrainer. Vialli behoorde tot een selecte groep van slechts tien voetballers die als speler de Europacup I/UEFA Champions League, Europacup II en UEFA Cup veroverden.

## Clubcarrière

### Cremonese
Vialli's carrière als profvoetballer begon in 1980 toen hij tekende voor het plaatselijke Cremonese in de Serie C1 en promoveerde naar de Serie B. Na tien doelpunten te hebben gescoord voor de club in het Serie B-seizoen 1983/84, werd hij overgeplaatst naar Sampdoria in de Serie A.

### Sampdoria
Vialli vormde bij Sampdoria een gevaarlijk aanvalsduo met Roberto Mancini. In 1990 won hij met Sampdoria de Europacup II en in 1991 won hij met de ploeg de Italiaanse landstitel.

### Juventus
In 1992 vertrok Vialli voor een toenmalig recordbedrag naar Juventus, waarmee hij in 1993 de UEFA Cup en in 1996 de UEFA Champions League won. Hij vormde hier een ijzersterk spitsenkoppel met Fabrizio Ravanelli.

### Chelsea
In juli 1996 vertrok Vialli naar Chelsea, waarmee hij in 1998 (opnieuw) de Europacup II won. In juli 1999 beëindigde Vialli zijn voetballoopbaan, nadat hij in zijn laatste jaar als speler van Chelsea tevens de functie van hoofdtrainer had.

## Interlandcarrière
Vialli speelde negenenvijftig keer voor het Italiaans voetbalelftal en scoorde daarbij zestien keer. Hij nam deel aan het WK 1986, EK 1988, WK 1990. Hij maakte zijn debuut voor de nationale ploeg op zaterdag 16 november 1985 in een vriendschappelijke interland in en tegen Polen (1–0). Hij viel in dat duel na achtenzeventig minuten in voor Alessandro Altobelli.

## Trainerscarrière
Vialli volgde in februari 1998 Ruud Gullit op als speler/trainer van Chelsea. In 1998/99 eindigde Vialli met de ploeg als derde in competitie, wat de hoogste klassering in de Engelse competitie sinds negenentwintig jaar was van Chelsea. Het jaar erna kwam Chelsea tot de kwartfinales in de UEFA Champions League. Aan het begin van seizoen 2000/01 werd Vialli ontslagen. Bij Watford in de First Division had Vialli het seizoen daarna weinig succes en werd hij na een jaar ontslagen.

## Erelijst

### Als speler
Sampdoria
- Serie A: 1990/91
- Coppa Italia: 1984/85, 1987/88, 1988/89
- Supercoppa Italiana: 1991
- European Cup Winners' Cup: 1989/90

 Juventus
- Serie A: 1994/95
- Coppa Italia: 1994/95
- Supercoppa Italiana: 1995
- UEFA Champions League: 1995/96
- UEFA Cup: 1992/93

 Chelsea
- FA Cup: 1996/97
- Football League Cup: 1997/98
- UEFA Cup Winners' Cup: 1997/98

### Individueel als speler
- Topscorer Europees kampioenschap onder 21: 1986 (vier doelpunten)
- UEFA Europees Kampioenschap Team van het Toernooi: 1988
- Topscorer Coppa Italia: 1988/89 (dertien doelpunten)
- Topscorer Europacup II: 1989/90 (zeven doelpunten)
- Topscorer Serie A: 1990/91 (negentien doelpunten)
- World Soccer World Player of the Year: 1995
- Hall of Fame van het Italiaans voetbal: 2015
- Premio internazionale Giacinto Facchetti: 2018

### Als trainer
Chelsea
- FA Cup: 1999/00
- Football League Cup: 1997/98
- FA Charity Shield: 2000
- UEFA Cup Winners' Cup: 1997/98
- UEFA Super Cup: 1998

### Onderscheidingen
- Ridder vijfde klasse Cavaliere Ordine al Merito della Repubblica Italiana: 1991

## Ziekte en overlijden
In november 2018 maakte Vialli in een interview met Corriere Della Sera bekend dat hij al een jaar aan kanker leed. Hij onderging daarvoor chemo- en radiotherapie en werd in april 2022 schoon verklaard. Echter werd de ziekte eind 2022 opnieuw vastgesteld. Op 6 januari 2023 overleed Vialli in een Londense kliniek op 58-jarige leeftijd aan de gevolgen van alvleesklierkanker.